# Мартинес, Ариэль
Ариэль Педро Мартинес Гонсалес (исп. Ariel Pedro Martinez González; 9 мая 1986, Санкти-Спиритус, Куба) — кубинский футболист, полузащитник американского клуба «Тампа-Бэй Раудис». Бывший игрок сборной Кубы.

## Биография

### Карьера на Кубе
С 2005 по 2015 год Мартинес был игроком кубинского клуба «Санкти-Спиритус» из одноимённого города.
2 сентября 2006 года дебютировал в составе сборной Кубы в матче первого отборочного раунда Карибского кубка 2007 против сборной Теркса и Кайкоса. Также принимал участие в финальной стадии турнира, на котором Куба заняла третье место и таким образом прошла отбор на Золотой кубок КОНКАКАФ 2007. На Золотом кубке Мартинес сыграл в двух матчах группового этапа против Панамы и Гондураса, однако для сборной Кубы турнир сложился неудачно и она заняла последнее место в группе, набрав одно очко.
Также в составе сборной Кубы Мартинес принимал участие в Золотом кубке 2013 и 2015. В 2015 году он сыграл во всех трёх матчах группового этапа, однако после заключительной игры с Гватемалой сбежал из сборной. Интересно, что таким образом он стал уже четвёртым кубинским футболистом сбежавшим в США по ходу турнира.

### Карьера в США
В сентябре 2015 года Мартинес присоединился к клубу USL «Чарлстон Бэттери», однако первое время не мог играть за команду из-за проблем с документами. Единственную игру в составе клуба провёл 4 октября в матче плей-офф против «Луисвилл Сити» (0:2).
12 марта 2016 года подписал контракт с клубом «Майами» из Североамериканской футбольной лиги.
17 декабря 2019 года перешёл в клуб Чемпионшипа ЮСЛ «Талса».
19 января 2021 года вернулся в «Майами».
19 апреля 2022 года подписал контракт с клубом «Хартфорд Атлетик» на оставшуюся часть сезона 2022. Дебютировал за «Хартфорд Атлетик» 23 апреля в матче против «Детройт Сити», заменив во втором тайме Рашона Далли. 28 июня в матче против «Колорадо-Спрингс Суитчбакс» забил свой первый гол за «Хартфорд Атлетик».
19 января 2023 года подписал контракт с клубом «Тампа-Бэй Раудис». Дебютировал за «Раудис» 11 марта в матче стартового тура сезона 2023 против «Инди Илевен», выйдя на замену в конце второго тайма.

## Достижения
Сборная Кубы
- Обладатель Карибского кубка: 2012